# 蕭俛
蕭俛（8世纪—842年3月16日），字思謙，封徐国公，唐朝官员，唐穆宗年间任宰相。在传统史料中，他因正直而受到褒扬，也因做出错误决定导致朝廷对河北藩镇失控而受到谴责。

## 家庭背景
蕭俛生年不详。他来自一个显赫的家族，是南朝梁的后代，祖父蕭華、曾祖萧嵩和萧嵩的叔伯曾祖父蕭瑀都在唐朝当过宰相。蕭俛的父亲蕭恆任御史。蕭俛于唐德宗貞元七年（791年）擢進士第，和同年中進士的皇甫鎛和令狐楚发展出深厚的友谊。

## 唐宪宗年间
唐宪宗元和元年（806年）四月二十八日，蕭俛通过了「才識兼茂、明於體用」的贤良方正制科，为第五上等，被任为右拾遺，后升为右補闕。当时他的朋友柳宗元被贬永州司马，写信给他。三年（808年），仆射、判度支裴均交结权幸欲求为宰相，其党羽意欲动摇宰相李吉甫的地位，也扬言直言极谏科中讥刺时政、忤犯权幸的言辞都是直指李吉甫。萧俛与其他谏官李约、独孤郁、李正辞秘密上疏陈奏，才使宪宗意解。六年（811年）正月，奉敕与谏议大夫孟简、给事中刘伯刍、工部侍郎归登等于丰泉寺翻译《大乘本生心地观音经》。同年被召充翰林学士。李吉甫任用萧俛却罢免同时被召为学士的李正辞，人们都疑惧。除守起居舍人。第二年，萧俛迁司封員外郎，仍任翰林学士。九年（814年），任駕部郎中，仍任翰林学士，知制诰。
当年，宪宗正在讨伐控制彰义军（军部在今河南驻马店）的叛将吴元济，主战的宰相李吉甫刚刚去世。蕭俛的朋友張仲方认为李吉甫主战太草率，反对谥他为“敬憲”。宪宗认为这是在批评自己，把張仲方贬官，但也把李吉甫的谥号改为“忠懿”。由于蕭俛与張仲方交好，宪宗也免了他的翰林学士，改任太僕少卿。但十一年（816年）正月，蕭俛和翰林学士錢徽等众多官员上疏请求罢兵。为了警告这些官员，宪宗免了錢徽的翰林学士和蕭俛的知制诰职位，虽然让他们继续守本官，但疏远了他们。荆南节度使袁滋本来揣度宪宗厌兵，自己上表入朝欲议罢平淮西事，途中听闻萧俛、钱徽因提议罢兵被黜，就改言必胜迎合宪宗之意，才得以回到本镇。
十三年（818年），蕭俛的朋友皇甫鎛因为宪宗敛财而得宠，拜为宰相。他推荐令狐楚拜相，而后二人又一齐推荐蕭俛为相。于是蕭俛也得宠于宪宗，被授朝议郎、飞骑尉，赐绯鱼袋，任御史中丞。同年九月，他上疏弹劾因千余百姓欠朝廷钱而将他们逮捕的宦官五坊使楊朝汶，并得到宰相裴度、崔群的支持，十月，宪宗赐楊朝汶死，并释放被其逮捕的人。
十一月，考功员外郎李渤上奏称萧俛、段文昌、崔植等宰相不称职，不能劝阻宪宗游幸骊山，请求将三宰相与翰林学士杜元颖考中下。该奏折被留中。
十四年（819年）十月，萧俛奏应诸司诸军诸使公廨要求下放诸色本利钱等并设为定制，获准。

## 唐穆宗、唐敬宗年间
十五年（820年）正月，唐宪宗驾崩，唐穆宗继位。穆宗很快流放了他所不喜的皇甫鎛。谏议大夫李景俭性矜诞，使酒纵气，言语间冒犯宰相，萧俛和翰林学士段文昌诉于穆宗，李景俭被贬为建州刺史。闰正月，当穆宗思考用谁为相时，令狐楚推荐蕭俛。当时已袭徐国公的蕭俛被任为朝散大夫、守中書侍郎，并和段文昌一同被授予同中書門下平章事，为实质宰相，赐金紫之服、紫金鱼袋。此后穆宗想杀皇甫鎛，被蕭俛和宦官们阻止。人们以为令狐楚通过皇甫镈做宰相而驱逐裴度，群情共怒，但因萧俛的缘故，无人敢言。二月，监察御史杨虞卿以穆宗频繁出游上疏切，穆宗令中使宣付宰相，说：“杨虞卿所上疏切直可奖。”令狐楚、萧俛、段文昌在延英殿奏事时趁机以纳谏为贺。萧俛又加朝议大夫，加勋，加封爵，但将新增封地让给弟弟。六月，赠萧华太保、萧恒吏部尚书，封萧俛母韦氏为岐国太夫人。八月，转门下侍郎。十月，吐蕃入寇泾原，穆宗命中使以禁军援之，对宰相们说：“用兵有必胜之法吗？”萧俛对道：“兵是凶器，战是危事，圣主不得已而用之。以仁讨不仁，以义讨不义，先务招怀，不为掩袭。古之用兵，不绝人祀，不杀病人，不擒老人，不犯田稼。安人禁暴，是出师的上等。如救之甚于水火。所以王者之师，有征无战，此是必胜之道。如果因小忿就轻动干戈，使敌人怨结，师出无名，不但不胜，还是自危之道，本就应该深慎！”穆宗以为然。谏议大夫郑覃、崔玄亮劝穆宗在吐蕃入寇之际稍减游乐，留心政事，穆宗不悦，问萧俛：“这些是什么人？”萧俛答：“谏官谏议大夫郑覃等。”穆宗意解，说臣下规劝自己的过失是忠。
作为宰相的蕭俛处事谦逊而谨慎，善善恶恶。他为人孝顺，像普通人子一样小心侍奉母亲韦夫人。当穆宗命他为已故节度使王士真写碑文（可能是为了取悦刚归顺朝廷的其子王承元）时，他拒绝了，认为王士真生前不忠于朝廷。但他和段文昌因为一项错误决策遭到谴责。他俩以为经过宪宗对藩镇的一系列作战，很多军阀已被击溃，其他军阀也同意遵奉朝廷号令了，于是提议朝廷密令各军队每年裁减8%的士兵。穆宗新继位，沉湎饮宴，没有看出问题，同意了。结果，被开除的士兵结为土匪，盧龍（军部在今北京）、成德（军部在今石家庄）两镇在朱克融和王廷凑带领下在长庆元年（821年）（此时蕭俛已不是宰相）反叛，匪兵们都加入了他们的队伍。由于匪兵们有经验，匆忙召集的官军没有经验，卢龙、成德的2万叛军竟然在和15万官军的对垒中取得了优势。
萧俛为官清直，太仆卿韦弘景常辅佐萧俛。
裴垍、韦贯之、李绛、崔群、萧俛都是补阙韦顗的布衣旧交，先后都做了宰相，但朝廷典章之事多咨询韦顗，说：“我们五人的智力比不上一个韦公。”
同年正月，穆宗飨太庙，礼毕，出朱雀门中路，日抱珥呈现五色，萧俛等率两省供奉官称贺于马前。同月，西川节度使王播给穆宗进贡并贿赂当权宦官，想当宰相，段文昌也支持。蕭俛在延英殿坚决反对，认为王播奢侈纳贿且人品奸邪内外皆知，不可入相。由于穆宗不从，蕭俛累次上表辞相，优诏不许。当月王播到长安后，蕭俛被罢相，任右僕射，勋赐如故。蕭俛自认为辅政日浅，升官太快，三上表章辞仆射，于是于二月被改任为守吏部尚書。萧俛一子得授官，萧俛却将此让给三从弟萧伸，使其得任河中府参军。吏部尚书要处理大量乏味的工作，蕭俛认为不适合自己，也拒绝了，坚持称病，乞求改任散官。七月，改兵部尚書，十月，进阶正议大夫。同年，大理卿刘元鼎为盟会使，右司郎中刘师老副之，萧俛奉诏与宰相们与尚书右仆射韩皋、御史中丞牛僧孺、吏部尚书李绛、户部尚书杨于陵、礼部尚书韦绶、太常卿赵宗儒、司农卿裴武、京兆尹柳公绰、右金吾将军郭鏦及吐蕃使者论讷罗在京师西郊会盟。第二年，他上表称病请求分司洛阳，虽然没有被当即批准，但三月他就被任为太子少保，分司洛阳。

## 唐文宗、唐武宗年间
唐敬宗宝历元年（825年）闰七月，蕭俛在同州（今陕西渭南）刺史任上时，治下韩城县左神策军渚田内放牧马群牧小将刘兴裔擅自鞭打在神策军渚田内放牧的百姓王文秀等，被摄韩城令李元珪遣县吏擒送萧俛处。二年（826年）三月，萧俛再任太子太保，分司洛阳。同年，敬宗驾崩，弟唐文宗继位，于大和元年（827年）正月召回蕭俛，二月改任为检校右仆射，兼礼部尚书，四月又改任为检校左僕射兼太子少师分司洛阳。五年（831年）七月，时为太子少师分司、上柱国、袭徐国公的蕭俛再次称病，文宗准他以银青光禄大夫守左仆射致仕。
大约此时，蕭俛的母亲韦夫人去世，蕭俛为她服丧，有过于礼。丧期过后，文宗还想召他，但他称病拒绝了。他认为洛阳这个都市太繁忙，也不愿见客，于是在濟源山间养老。八年（834年），唐文宗立李永为太子，想召回蕭俛任李永的太子太傅，蕭俛让弟弟蕭傑奉表持诏书到长安表示谢绝，坚称自己有痼疾。文宗准许了，许他以太子太傅致仕。开成二年（837年），萧俛弟谏议大夫萧俶被授楚州刺史，辞行之日，文宗对他称萧俛为先朝名相，赐萧俛诏书匹帛，要萧俶带到济源表达心意，希望萧俛可以来京。下诏赐绢三百匹，令萧俶宣示。唐武宗会昌二年（842年）二月，萧俛以太子太师致仕身份去世。

## 作品
- 《请放免当司诸色本利钱奏》
- 《辞撰王承宗先铭奏》
- 《对穆宗问兵法有必胜疏》

## 评价
- 《旧唐书》赞曰：萧、李相才，致之外篇。[5]
- 《新唐书·藩镇宣武彰义泽潞传》指萧俛为导致唐朝藩镇之乱的庸佐。[60]
- 北宋宰相王安石认为萧俛裁军是正确而必要的，酿成藩镇复叛是因为措施不得法。[61]
- 南宋秘书郎唐文若《文思箴》：萧俛去兵，祸乱乃萌。[62]
- 砺波护认为萧俛是牛党。[63]

## 家庭

### 六世祖
- 萧钧，中书舍人、弘文崇文两馆学士

### 高祖
- 萧灌，国子监丞，贈吏部尚书

### 曾祖
- 萧嵩，兵部尚书、中书令、太子太师、徐国公

### 祖父
- 萧华，中书侍郎、同中书门下平章事、徐国公

### 父母
- 萧恒，朝散大夫、殿中侍御史、河东县县令、上柱国、徐国公
- 京兆韦氏，中书令、郇国公韦安石孙女，中书舍人、临汝郡太守韦斌之女

### 兄弟姐妹
- 萧俶，前任右卫兵曹参军
- 萧儧，前任同州参军
- 萧佐
- 萧氏，长女，嫁殿中侍御史京兆韦彭寿

## 延伸阅读
[在维基数据编辑]
 在维基文库阅读此作者作品
 《舊唐書/卷172》，出自刘昫《舊唐書》
 《新唐書·卷101》，出自《新唐書》